# أنطوني جوليان هكسلي
أنطوني جوليان هكسلي (1920-1992) (بالإنجليزية: Anthony Julian Huxley)‏ هو عالم نبات بريطاني.